# International Aroid Society
De International Aroid Society is een internationale vereniging die zich bezighoudt met de promotie van kennis en studie van de aronskelkfamilie (Araceae). In 1977 is de organisatie in de Verenigde Staten opgericht. Iedere geïnteresseerde kan lid worden van de organisatie. 
Elke jaar wordt er een plantenshow en -verkoop georganiseerd. In 2008 vindt deze plaats op 20 en 21 september in de Fairchild Tropical Botanic Garden in Coral Gables (Florida). Een keer per jaar wordt het tijdschrift Aroideana uitgegeven. In dit tijdschrift worden zowel wetenschappelijke als niet-wetenschappelijke artikelen opgenomen. Tevens verschijnt er vier keer per jaar een nieuwsbrief. 
Vele prominente botanici zijn lid van de International Aroid Society, waaronder Thomas Croat, Eric Gouda en Wilbert Hetterscheid.